# Усадьба М. Н. Щелокова
Усадьба М. Н. Щелокова — архитектурный ансамбль в историческом центре Нижнего Новгорода. Построена в 1890—1903 годах. Автор проекта неизвестен. Усадебный комплекс, сохранивший в основном исторические архитектурное и планировочное решения, является неотъемлемой частью ансамбля улицы Студёной.
В ансамбль входят главный дом, флигель, служебный корпус и ограда с кованой решёткой. Весь исторический комплекс сегодня — объект культурного наследия Российской Федерации.

## История
Ещё на фиксационном плане Нижнего Новгорода за 1848—1853 года на участке современного комплекса была отмечена городская усадьба, вытянутая по оси северо-восток — юго-запад. В усадьбу входил деревянный дом, выходящий фасадом на красную линию Студёного переулка (впоследствии улицы) и несколько хозяйственных построек. Большую часть усадьбы занимал сад. В начале 1880-х годов усадьба принадлежала семейству Знаменских. В 1887 году перешла в собственность С. Н. Перцеву, который в 1890-е годы возвёл во дворе двухэтажный на каменном фундаменте флигель и деревянные баню, сарай и погреба. В апреле 1899 года комплекс перешёл потомственному почётному гражданину М. Н. Щелокову, который начал активную перестройку усадьбы.
В 1900 году на месте деревянного дома по красной линии улицы возведён полукаменный дом, а фасад жилого деревянного флигеля получает новый репрезентативный вид. Позже к последнему сделан пристрой. По проекту 1903 года служебный корпус удлиняется вдоль границы участка. Все чертежи не были подписаны автором, поэтому имя автора остаётся неизвестным.
По списку домовладений Нижнего Новгорода 1915 года хозяйкой усадьбы была А. А. Таланцева. В 1918 году комплекс был экспроприирован советской властью. Использовался под жильё.
В 1990-х годах бывший служебный корпус был передан приходу Успения Девы Марии римско-католической церкви в городе Нижнем Новгороде и перестроен в храм по проекту архитектора А. Г. Челышева.
В 2017 году появилась информация, что городские власти планировали проведение историко-культурной экспертизы с целью исключения усадьбы, находящейся в аварийном состоянии, из списка объектов культурного наследия. По мнению экспертов, участок, расположенный в историческом центре, был нужен девелоперам под застройку.

## Архитектура
Комплекс усадьбы расположен в пределах исторической территории Старый Нижний Новгород. Западная часть выходит на красную линию улицы Студёной, северная — обращена в сторону бывшего недостроенного римско-католического костела.
Главный дом усадьбы является ярким примером богато декорированного жилого здания, выполненного в духе поздней эклектики с использованием в отделке фасада классицистических форм и элементов, отличающихся тонкой проработкой деталей. Деревянное одноэтажное на каменном полуподвале оштукатуренное под трёхскатной крышей здание имеет конфигурацию в плане в виде неравнобокой трапеции с срезанным северо-восточным углом и ризалитом на боковом северном фасаде. Западный парадный фасад имеет восемь осей, со слабо раскрепованными ризалитами на флангах, завершёнными пологими фронтонами и выделенных в уровне первого этажа лопатками. Оконные проёмы пышно декорированы лепниной с изображением гербов и ордерами. Портал главного входа оформлен по принципу тройного проёма с филенчатой двустворчатой дверью и венчающим треугольным сандриком.
- Флигель.
- Перестроенный в храм служебный корпус.
- Ограда с кованой решёткой.

Флигель представляет собой Г-образное в плане деревянное оштукатуренное на каменном полуподвале под вальмовой крышей здание. Главный фасад восьмиосевой. На флангах расположены слабораскрепованные ризалиты. Середина выделена трёхосевой двухэтажной лоджией. Простенки первого этажа рустованы квадрово, второго — дощатым рустом. Проёмы второго этажа заключены в наличники с «ушками» по сторонам верхней части наличников и аналогичными уширениями сверху, в которых расположены гирлянды и замковые камни, над ними — треугольные сандрики. Оконные проёмы первого этажа обрамлены профилированными наличниками с замковыми камнями по верху. Северную ось украшает каменная лестница главного входа с расширяющимся маршем.
Кирпичный оштукатуренный одноэтажный служебный корпус был выполнен в духе эклектики с отсылками к формам французского Возрождения. В плане прямоугольный. После реконструкции среднюю часть крыши украсила небольшая деревянная квадратная в плане башенка с часами и крестом. С южной стороны к корпусу пристроены дополнительные объёмы, завершения которых видны с усадебной территории. Изменена конфигурация кровли, оконные и дверные проёмы полностью изменены, цоколь облицован «бессером». В целом, корпус стал сильно контрастировать с общим архитектурным решением усадебного комплекса.
По красной линии Студёной улицы расположена кирпичная ограда с кованой решёткой, примыкающая к углу главного дома. В наши дни утрачено кованое заполнение калитки входа, заменённое на створки металлических ворот, контрастирующих с общим обликом усадьбы.